# Peter Antman
Peter Antman, född 14 april 1965, är en svensk journalist och programmerare. Han växte upp i Tyresö kommun. Under 1990-talet var han verksam som kulturskribent i främst Aftonbladet, och TLM samt Dagens Politik. Han började tidigt göra sin texter tillgängliga på Internet på egen webbsida.
Peter Antman var med och introducerade Linux i Sverige och debatterade också tidigt öppen källkod. Mellan 1998 och 2019 var han styrelsemedlem i Olof Palmes minnesfond. Sedan 1998 är han verksam som programmerare och har bidragit till ett flertal öppen källkodsprojekt, bland annat JBoss. Han är nu verksam som utvecklingschef på Spotify.